# 錢亮 (嘉靖進士)
钱亮（1502年—？年），字執夫，號南郭，南直隶鎮江府丹徒县人，明朝政治人物。

## 生平
治《書經》，嘉靖十年（1531年）辛卯科應天府鄉試第十四名舉人，嘉靖十一年（1532年）聯捷壬辰科會試第二十一名，第二甲第45名進士。都察院观政，改翰林院庶吉士，十三年十二月授刑科给事中，十五年七月升工科右，十六年六月升礼科左，十七年八月升兵科都给事中，二十二年三月升太仆寺少卿，二十四年三月考察降调，降广西右参议。

## 家族
曾祖钱明。祖錢鑑。父錢雲。母曹氏。行五，弟錢文、錢方。子錢大有。